# Josef Böck (Musiker)
Josef Böck (* 16. Januar 1940 in Wien; † 22. Januar 2019) war ein österreichischer Chorleiter und Kirchenmusiker.

## Leben
Josef Böck studierte Kirchen- und Schulmusik, Orgel, Komposition und klassische Philologie. 1961 bis 1963 folgten künstlerische Reifeprüfung Orgel, Diplom für Komposition sowie Lehramtsprüfung für Musikerziehung. Das Orgelstudium absolvierte er bei Leopold Marksteiner und Hans Haselböck.
Nach einigen Jahren als Korrepetitor beim Wiener Jeunesse-Chor und Lateinlehrer bei den Wiener Sängerknaben wirkte Böck ab 1966 an der Wiener Staatsoper 26 Jahre lang als Korrepetitor des Staatsopernchors, Assistent des Chordirektors und Leiter der Elevenschule des Chors. Chordirektor Norbert Balatsch holte ihn als Assistenten nach Bayreuth.
Es folgten eine Staatsoperntournee unter Leonard Bernstein in die USA, eine Japantournee unter Karl Böhm, Chorarbeit an der Accademia di Santa Cecilia in Rom, 5 Jahre Tätigkeit als Chormeister des Wiener Männergesangsvereins und Dirigent von Chor-Orchesterkonzerten, zweiter Chordirektor bei den Salzburger Festspielen, Chordirektor beim Opernfestival Santa Cruz, Teneriffa, ständiger Gastchordirigent in Mexiko-Stadt sowie die „Freischütz“-Einstudierung am Théâtre des Champs-Élysées, Paris.
Kirchenmusikalisch war Böck bereits während der Studienjahre Korrepetitor des Don-Bosco-Chors der Pfarre Neuerdberg, 20 Jahre lang des Chores der Schubertkirche Lichtental, wo er auch als Hochamtsorganist fungierte, sowie als Konzertorganist. 1968 spielte er anlässlich der Weihe der Orgel in St. Ursula die gesamte „Nativité du Seigneur“. Es folgten Orgelkonzerte an bedeutenden Instrumenten im In- und Ausland, Rundfunk- und CD-Aufnahmen.
Die Verleihung des Berufstitels Professor durch den österreichischen Bundespräsidenten erfolgte 2001. Er wurde am Wiener Zentralfriedhof bestattet.